# Xinmi
Xinmi, tidigare känt som Mihsien (kinesiska: 密县?, pinyin: Mì xiàn), är en stad på häradsnivå som lyder under provinshuvudstaden Zhengzhous stad på prefekturnivå i Henan-provinsen i crnytala Kina.
Den arkeologiska utgrävningsplatsen Xinzhai hittades 1979 ungefär 20 km sydost om Xinmi.